# Тестино, Марио
Марио Тестино (исп. Mario Testino; род. 30 октября 1954, Лима) — британский фотограф перуанского происхождения, один из важнейших мастеров модной фотографии.
Учился в Католическом университете Перу и в Университете Сан-Диего. С 1976 г. живёт в Лондоне. Много работал для журналов Vogue, Vanity Fair, снимал принцессу Диану, Мадонну, Леди Гага. Основал музей в Лиме. Он также создавал образы для таких брендов, как Gucci, Burberry, Versace, Michael Kors, Chanel, Stuart Weitzman, Carolina Herrera и Estée Lauder.
Помимо своей основной работы фотографа, Тестино также пробовал себя в роли креативного директора, приглашенного редактора, основателя музея, коллекционера произведений искусства, коллаборациониста и предпринимателя.
В 2007 году он основал компанию «MARIOTESTINO+», которая предусматривает креативное направление, художественное направление, стратегию бренда, графический дизайн, производство фильмов, книги, выставки, лицензирование и партнерские отношения.
Аарон Хиклин из газеты The Observer описал его как «самого успешного фотографа в индустрии моды».

## Юность
Тестино родился и вырос в Лиме в состоятельной римско-католической семье. Он является старшим из шести детей, имеет испанское, итальянское и ирландское происхождение. Тестино посещал католическую школу Санта-Мария-Марианистас. В детстве он мечтал стать священником.
Тестино изучал экономику в La Universidad del Pacífico, а затем в папском католическом университете Перу, далее обучался в университете Сан-Диего.
В 1976 году он отправился в Лондон изучать фотографию, бросив свои исследования в области экономики, права и международных отношений. Именно во время обучения в студиях Джона Виккерса и пола Ньюджента он сделал свои первые попытки стать фотографом. Чтобы хоть как-то обеспечивать себя первое время, он работал официантом. Его волосы были выкрашены в розовый цвет, что помогло ему стать заметным фотографом, вдохновение он черпал из работ британского модного фотографа Сесила Битона. Лондон позволил ему творить без ограничений, которые имелись в Перу.
В 1983 году его работы были впервые опубликованы в журнале Vogue.
В начале 1990-х годов Тестино искал вдохновение в своем детстве, проведенном в Перу, и в подростковом возрасте, проведенном в Бразилии, что помогло ему создать свой неповторимый стиль.

## Карьера
Тестино стал одним из самых известных и знаменитых модных фотографов в мире. Его работы были представлены в таких журналах, как Vogue, V , Vanity Fair, GQ, LOVE, Allure и VMan. Всего было создано 18 выставок и опубликовано более 16 книг с его работами. Сьюзи Менкес, международный редактор журнала Vogue, объясняет: «Мастерство Тестино заключается прежде всего в том, чтобы поймать момент и выявить человеческие качества в своих моделях».

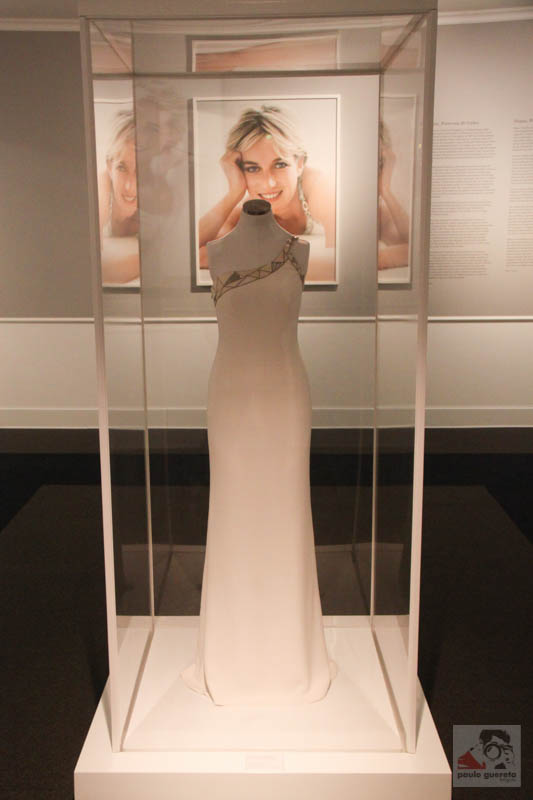
Фото принцессы Дианы, сделанное Марио Тестино в музее Марио Тестино в Лиме.

Некоторыми из наиболее узнаваемых работ Тестино являются портреты членов королевской семьи, наиболее знаменитая его серия — это фотосессия принцессы Дианы, созданная в 1997 году для журнала Vanity Fair. Тестино позже признался: «В то время я как раз начал часто фотографировать королевские европейские семьи, поэтому и Диана пригласила меня…я люблю соблюдать традиции, отражать свой взгляд на ту или иную королевскую семью и её долголетие». Тестино также был приглашенным фотографом для портретов герцога и герцогини Кембриджских по случаю их помолвки в декабре 2010 года. В июле 2015 года он сделал официальные фотографии британской королевской семьи после крестин принцессы Шарлотты Кембриджской в поместье Сандрингем. Он фотографировал многие другие королевские семьи.
Сотрудничество Тестино с Томом Фордом и редактором французского Vogue, Карин Ройтфельд в провокационных рекламных кампаниях в середине 1990-х годов, по общему мнению, привело к возрождению Gucci как крупного модного дома.
Анна Винтур, главный редактор американского Vogue, заявила: «Модная фотография — это такая непростая смесь искусства и коммерции, я думаю, что никто не понимает это лучше, чем Марио».
Тестино получил прозвище «Джон Сингер Сарджент нашего времени» от Теренса Пеппера, куратора фотографии в Национальной портретной галерее в Лондоне. В 2002 году выставка Тестино, «Портреты» привлекла больше посетителей, чем любая другая выставка в истории музея в то время. В течение следующих четырёх лет выставка гастролировала по всему миру.
25 мая 2010 года он был награждён орденом большого креста за выдающиеся заслуги в Перу, а в 2007 году — медалью Тирадентеса в Бразилии.
В 2011 году Тестино был удостоен почетной стипендии Royal Photographic Society. Она присуждается выдающимся лицам, имеющим, с точки зрения их положения или достижений, тесную связь с наукой или изобразительным искусством фотографии или её применением. В этом же году журнал GQ также наградил Тестино премией «Человек года».
14 января 2014 года министр культуры Великобритании, Эд Вайзи вручил Тестино почетную награду Орден Британской империи в знак признания его карьеры и благотворительной деятельности.

### Клиенты
Allure, Burberry, Calvin Klein, Carolina Herrera, Roberto Cavalli, Chanel, Cîroc, Dolce & Gabbana, Estée Lauder, Etro, Fabergé, Ferragamo, Furla, Gap, GQ, Gucci, Givenchy, Harper's Bazaar, Hugo Boss, Iguatemi, Lancôme, Loewe, The Macallan, Massimo Dutti, Mercedes Benz, Michael Kors, Missoni, Ochirly, Ralph Lauren, Revlon, Stefanel, St John, Stuart Weitzman, Shiseido, Shanghai Tang, Sonia Rykiel, Tod's, Trussardi, V , Valentino, Vanity Fair, Versace, VMAN, Vogue, Wolford.

## Обвинения в сексуальных домогательствах
В январе 2018 года Тестино был обвинен ассистентами — мужчинами и моделями, работавшими с ним, в сексуальных домогательствах. Модели Роман Барретт, Джейсон Феделе и Райан Локк жаловались на его поведение во время фотосессий в 1990-х годах.
После таких обвинений, которые так же касались фотографа, Брюса Вебера, компания Condé Nast объявила, что больше не будет работать с ними.
Ещё больше обвинений против Марио Тестино было выдвинуто 3 марта 2018 года. Четыре из пяти новых обвинений описывали инциденты, имевшие место в течение или после 2010 года. Тестино отрицает все обвинения. Общее число людей, публично обвинивших Тестино в сексуальном насилии, возросло до 18 человек.

## Филантропия
Тестино был удостоен чести за его вклад во многие некоммерческие организации и благотворительные организации через различные награды и признания. В 2010 году он был удостоен одной из самых высоких наград в своей родной стране — «Ордена большого креста» за заслуги в Перу, а в 2014 году стал президентом правления «Всемирного фонда памятников Перу».
Тестино являлся послом фонда Save the Children. Помог собрать средства для строительства клиники Сальвадора в районе Пуэбло-Нуэво, Чинча в его родном Перу. Клиника была построена для детей с туберкулезом в районе, сильно пострадавшем от разрушительного землетрясения, которое обрушилось на побережье Перу в августе 2007 года. Клиника Сальвадора полностью финансировалась за счет продажи единственной гравюры с его портретов принцессы Дианы, проданной на аукционе за 100 000 фунтов стерлингов.
Тестино помог собрать средства для фонда Обнажённые сердца Натальи Водяновой на строительство детской площадки в московской детской больнице, специализирующейся на онкологических заболеваниях. Эта проблема ему хорошо знакома, так как его брат умер от этой болезни в возрасте 10 лет.
В июле 2013 года Тестино открыл свою первую некоммерческую ассоциацию в Барранко, Лима. Музей Марио Тестино был создан для того, чтобы выступать в качестве динамичной платформы для перуанского искусства через культивирование и продвижение культуры и наследия.
Тестино восстановил 13 000 кв. м. особняка, построенного в 1898 году, в котором находится экспозиция его работ наряду с выставочным залом для перуанских и международных художников.

## Альбомы
- Any Objections?, Phaidon Inc Ltd, 1998. ISBN 0-7148-3816-0
- Front Row Back Stage, Bulfinch Press, 1999. ISBN 0-8212-2632-0
- Alive Bulfinch Press, 2001. ISBN 0-8212-2736-X
- Mario Testino: Portraits, Bulfinch Press, 2002. ISBN 0-8212-2761-0
- Kids, Scriptum Editions, 2003. ISBN 1-902686-34-9
- Visionaire No. 46: Uncensored, Visionaire Publishing, 2005. ISBN 1-888645-54-7
- Let Me In, Taschen, 2007. ISBN 978-3-8228-4416-8
- Lima, Peru, Damiani, 2007. ISBN 8-88943192-X